# Fanthamia adulator
Fanthamia adulator är en tvåvingeart som först beskrevs av Meillon 1939.  Fanthamia adulator ingår i släktet Fanthamia och familjen svidknott. Inga underarter finns listade i Catalogue of Life.